# Болінтінень
Болінтінень, Болінтінені (рум. Bolintineni) — село у повіті Муреш в Румунії. Входить до складу комуни Песерень.
Село розташоване на відстані 252 км на північний захід від Бухареста, 12 км на південний схід від Тиргу-Муреша, 90 км на схід від Клуж-Напоки, 115 км на північний захід від Брашова.

## Населення
За даними перепису населення 2002 року у селі проживали 234 особи.
Національний склад населення села:
| Національність | Кількість осіб | Відсоток |
| -------------- | -------------- | -------- |
| румуни         | 97             | 41,5%    |
| цигани         | 86             | 36,8%    |
| угорці         | 51             | 21,8%    |

Рідною мовою назвали:
| Мова      | Кількість осіб | Відсоток |
| --------- | -------------- | -------- |
| румунська | 114            | 48,7%    |
| циганська | 70             | 29,9%    |
| угорська  | 50             | 21,4%    |